# Deugdpartij
De Deugdpartij (Turks: Fazilet Partisi, FP) was een Turkse politieke partij van islamistische signatuur. De partij werd in 1997 opgericht. De partij werd door het Turkse Constitutionele Hof ongrondwettelijk verklaard en werd vervolgens op 22 juni 2001 verboden verklaard wegens schending van de secularistische artikelen van de Turkse grondwet. Na het verbod van de partij richtten de parlementsleden twee partijen op: de hervormingsgezinde Partij voor Rechtvaardigheid en Ontwikkeling (AK-partij) en de traditionalistische Partij van het Geluk (SP).

## Breuk binnen de partij
Binnen de Deugdpartij werd er getwist over de geschikte koers van de partij tussen traditionele geesten en hervormingsgezinde geesten. De laatsten hadden een partij voor ogen die binnen de grenzen van het politieke systeem kon opereren, en dus niet steeds verboden werd zoals haar voorgangers MNP, MSP en RP, en wilden de factie het karakter van een gewone confessionele partij geven naar voorbeeld van de Europese christendemocratische partijen. Toen de Deugdpartij in 2001 ook verboden werd, vond er een definitief schisma plaats: de volgelingen van Erbakan richtten de Partij van het Geluk (SP) op en de hervormers stichtten onder leiding van Abdullah Gül en Recep Tayyip Erdoğan de Partij voor Rechtvaardigheid en Ontwikkeling (AK-partij). De hervormingsgezinde politici realiseerden zich dat een strikt islamitische partij nooit als regeringspartij zou worden geaccepteerd door het staatsapparaat en zij meenden dat een islamitische partij niet meer dan ongeveer twintig procent van het Turkse electoraat aansprak. De AK-partij plaatste zich nadrukkelijk als een brede conservatieve partij met nieuwe centrum politici, met respect voor islamitische normen en waarden, maar zonder een expliciet religieus programma.